# نبغة كبيرة
نبغة كبيرة قرية سوريّة تتبع إداريّاً لمحافظة حلب منطقة جرابلس ناحية غندورة، بلغ تعداد سكانها 99 نسمة حسب التعداد السكاني لعام 2004.